# The Forgotten Woman (film fra 1921)
The Forgotten Woman er en amerikansk stumfilm fra 1921 af Park Frame.

## Medvirkende
- Pauline Starke som Dixie LaRose
- J. Frank Glendon som Julian LaRose
- Allan Forrest som Keith Demming
- Laura Winston som 'Sis' Maloney
- Roy Coulson som Joe Maloney